# Moraleda de Zafayona
Moraleda de Zafayona é um município da Espanha na província de Granada, comunidade autónoma da Andaluzia, de área 48,31 km² com população de 3093 habitantes (2007) e densidade populacional de 57,32 hab/km².

## Demografia
| Variação demográfica do município entre 1991 e 2004 | Variação demográfica do município entre 1991 e 2004 | Variação demográfica do município entre 1991 e 2004 | Variação demográfica do município entre 1991 e 2004 |
| --------------------------------------------------- | --------------------------------------------------- | --------------------------------------------------- | --------------------------------------------------- |
| 1991                                                | 1996                                                | 2001                                                | 2004                                                |
| 2573                                                | 2724                                                | 2943                                                | 2769                                                |